# 冯元飏
馮元颺（1586年—1644年），字爾賡，又字元冲、元仲，号留仙，浙江寧波府慈谿縣（今慈城）人，明朝政治人物，進士出身。

## 生平
萬曆四十六年（1618年）戊午科浙江鄉試舉人，崇禎元年（1628年）登戊辰科进士，授工部都水司主事，不久上疏告歸还乡。但很快就起任为禮部主事，进員外郎，遷蘇松兵備參議。後遷福建提學副使。当朝大臣同族之子弟在乡里横行，冯元飏将其绳之于法，得罪廷臣，因而謫山東鹽運司判官。崇祯十一年（1638年）辽东告急，山东守备紧急，因而攝濟寧兵備事。崇祯十四年（1641年）遷天津兵備副使。同年十月，擢右僉都御史、任天津巡抚，兼督遼餉。崇祯十五年（1642年）因軍功廕一子为錦衣衛。当时其弟馮元飈已任兵部尚书，掌朝廷中枢。冯元飏以年老上疏辞职告归，但崇禎帝多有挽留，待之甚厚。与弟馮元飚并称“二冯”。不久京师城陷，冯元飏从海路撤退，回到家乡。崇祯十七年（1644年）九月秋，卒。

## 遗物
- 今巡撫天津右僉都御史留仙馮公神道碑銘，黄宗羲撰[4]
- 今都察院右僉都御史巡撫天津慈谿馮公墓誌銘，錢謙益撰[4]

## 著作
- 《留仙诗集》